# Aerowagon
Aerowagon lub aeromotowagon – eksperymentalny pojazd szynowy wysokich prędkości napędzany samolotowym silnikiem śmigłowym, stworzony przez Waleriana Abakowskiego, radzieckiego inżyniera pochodzącego z Łotwy.

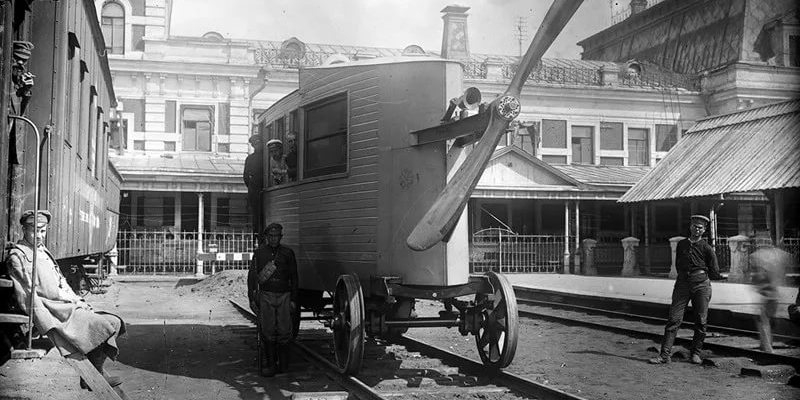
Aerowagon

24 lipca 1921 grupa komunistów wraz z konstruktorem udała się w trasę z Moskwy do Tuły i z powrotem w celu przetestowania nowego pojazdu. Aerowagon dotarł do Tuły, jednak na trasie powrotnej wykoleił się z dużą prędkością. Na miejscu zginęło sześć osób z dwudziestu dwóch które były na pokładzie, siódma ofiara zmarła w szpitalu. W wypadku stracili życie: John Freeman, Oskar Heilbrich, John William Hewlett, Fiodor Siergiejew (Artiom), Otto Strupat i Walerian Abakowski (w wieku 25 lat). Wszyscy zostali pochowani na Cmentarzu przy Murze Kremlowskim.